# Hans Christian Friedrich
Hans Christian Friedrich, född 1925, död 1992, var en tysk botaniker.
Auktorsnamnet Friedrich kan användas för Hans Christian Friedrich i samband med ett vetenskapligt namn inom botaniken; se Wikipediaartiklar som länkar till auktorsnamnet.